# بانک توسعه مجارستان
شرکت سهامی خاص بانک توسعه مجارستان (مجاری: Magyar Fejlesztési Bank Zártkörűen Működő Részvénytársaság) یا به‌طور خلاصه بانک توسعه مجارستان (مجاری: Magyar Fejlesztési Bank)، یک مؤسسه اعتباری است که به‌طور کامل تحت مالکیت دولت مجارستان است.
وضعیت قانونی، وظایف و دامنه فعالیت‌های بانک توسعه مجارستان در قانون بیستم سال ۲۰۰۱ تعریف شده و شرکت‌نامه آن و استراتژی مصوب پارلمان و دولت مجارستان است. وظایف اصلی آن شامل تأمین بودجه برای رشد تحت شرایط و ضوابط مطلوب برای شرکت‌های مجارستانی، حمایت از اهداف توسعه بلندمدت دولت و اخذ بودجه از بازارهای پول برای این اهداف است. این بانک همچنین محصولات مالی خرد، عمدتاً برای اهداف مرتبط با انرژی ارائه می‌دهد و نقش کلیدی در تسهیل دسترسی به بودجه اتحادیه اروپا ایفا می‌کند.
بانک از ۱۹ مه ۲۰۰۳ رتبه‌بندی‌های اعتباری بین‌المللی انفرادی را از خدمات سرمایه‌گذاران مودی دریافت می‌کند.
در سال ۲۰۲۳، کل ترازنامه این مؤسسه مالی از ۳۵۰۰ میلیارد فورینت مجارستان فراتر رفت و سبد وام آن نزدیک به ۱۵۰۰ میلیارد فورینت مجارستان بود.
از سال ۱۹۹۴ تا ۱۹۹۶ پیتر مدیشی به عنوان رئیس هیئت مدیره در این بانک مشغول بود.

## عضویت‌های بین‌المللی
- انجمن اروپایی بانک‌های دولتی – EAPB[۶]
- شبکه سرمایه‌گذاران صندوق‌های سرمایه‌گذاری خطرپذیر اروپا – EVFIN[۷]
- شبکه موسسات مالی اروپایی برای کسب و کارهای کوچک و متوسط – NEFI[۸]
- صندوق سرمایه‌گذاری اروپا – EIF[۹]
- انجمن اروپایی سرمایه‌گذاران بلندمدت – ELTI[۱۰]
- انجمن بانکی اروپای مرکزی و شرقی – BACEE[۱۱]
- مؤسسه مالی بین‌المللی – IIF
- اتاق بازرگانی بین‌المللی، مجارستان – ICC، مجارستان[۱۲]

## شرکای بین‌المللی
- بانک سرمایه‌گذاری اروپا – EIB[۱۳]
- صندوق سرمایه‌گذاری اروپا – EIF
- بانک توسعه شورای اروپا – CEB[۱۴]
- کمیسیون اروپا – EC[۱۵]

## جوایز
- در سال ۲۰۰۸، یورومانی، بانک توسعه مجارستان را در فهرست بهترین موسسات مالی مدیریت‌شده در اروپای مرکزی و شرقی قرار داد.
- در ۲۰ اوت ۲۰۱۳، نشان صلیب شوالیه نشان لیاقت مجارستان (بخش غیرنظامی) به گم ارژبت، اقتصاددان ارشد بانک، اهدا شد.